# Reford n.º 379
Reford n.º 379 es un municipio rural canadiense situado en la provincia de Saskatchewan.

## Superficie
Reford n.º 379 tiene una superficie de 695,85 km².

## Demografía
En 2021, tenía 222 habitantes, una densidad poblacional de 0,3 hab./km², y 110 viviendas.